# Kevin Owens
Pour les articles homonymes, voir Steen et Owens.
Kevin Steen (né le 7 mai 1984 à Marieville (Québec)) est un catcheur (lutteur professionnel) canadien.  Il travaille actuellement à la World Wrestling Entertainment, dans la division SmackDown, sous le nom de Kevin Owens.
Il commence sa carrière au Québec en 2000 puis aux États-Unis à partir de 2004. Il se fait connaitre à la Ring of Honor où il a remporté le championnat du monde de cette fédération de catch. Il apparait aussi dans d'autres fédérations comme la Pro Wrestling Guerrilla ou encore la Combat Zone Wrestling.
Il s'engage avec la World Wrestling Entertainment en 2014 et passe par la NXT, leur club-école, où il remporte le championnat de la NXT. En 2015, il commence à apparaitre dans les émissions phares de la WWE et est rapidement mis en valeur où il remporte plusieurs titres dont le championnat universel.

## Jeunesse
Steen est un fan de catch et commence à s'entrainer pour devenir catcheur à 14 ans dans une grange auprès de Serge Jodoin. Quand la grange que loue Jodoin est détruite, Steen reste un an sans s'entrainer avant d'intégrer l'école de lutte de Jacques Rougeau.

## Carrière

### Débuts (2000-2004)
Steen commence sa carrière au Québec le 7 mai 2000 dans la fédération de lutte de Jacques Rougeau. Rougeau organise peu de spectacles par an ce qui frustre Steen qui veut lutter plus souvent. Il continue de lutter dans d'autres fédérations du Québec, mais il ne gagne pas assez d'argent pour vivre de sa passion. Il reste au Québec et travaille à l'International Wrestling Syndicate. Il décide alors de partir aux États-Unis.

### Combat Zone Wrestling(2004-2008)
Kevin Steen fait ses débuts à la Combat Zone Wrestling le 11 septembre 2004 lors du spectacle High Stakes. Il perd dans un fatal four way où participent El Generico, Exess, et SeXXXy Eddy (en), le dernier remportant le match. Il continue de catcher avec la CZW et fait équipe avec El Generico contre Super Dragon et Excalibur pour le reste de l'année 2004.

### Ring of Honor (2005-2010)

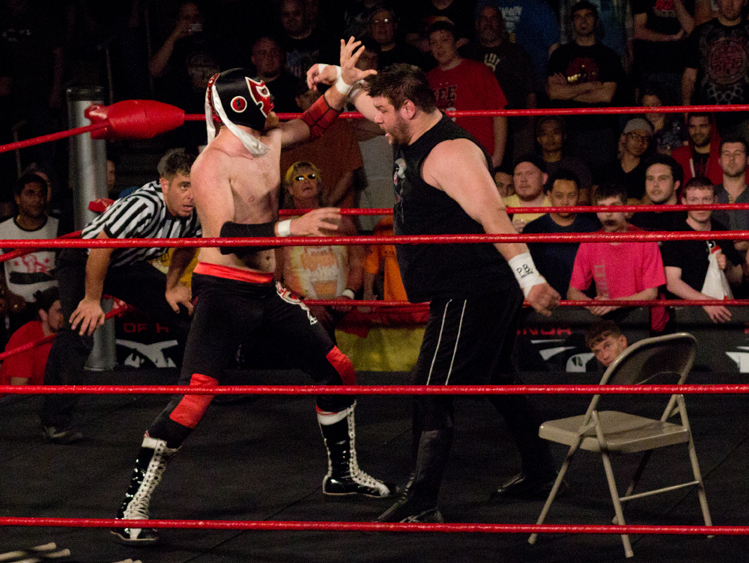
Kevin Steen pendant sa rivalité avec El Generico.

Le 17 février 2007, Steen retourne à la Ring of Honor, pour faire équipe avec El Generico face aux Briscoe Brothers.
Lors de Survival of the Fittest, il bat Kyle O'Riley. Lors de la finale du tournoi[Lequel ?], il perd contre Eddie Edwards, dans un match qui réunit aussi Claudio Castagnoli, Adam Cole, Rhett Titus et Kenny King. Il se fait éliminer par Claudio Castagnoli. À Final Battle 2010, un match l'oppose à El Generico avec la stipulation suivante : si El Generico perd, il doit retirer son masque, si Steen perd il doit quitter la ROH. El Generico l'emporte et Steen quitte la ROH.

### Pro Wrestling Guerrilla (2010-2014)
Steen commence à travailler à la Pro Wrestling Guerrilla en 2010, lors de Loving Tribute to Poison, en battant Akira Tozawa. Lors d'Eight, il bat PAC. Le même soir, CIMA et lui battent The Young Bucks et, dans la même soirée, il bat Claudio Castagnoli et remporte le Pro Wrestling Guerilla World Championship. 
En 2011, lors de Battle of Los Angeles, il bat Dave Finlay puis Eddie Edwards, mais perd contre El Generico. Plus tard, Steen gagne le titre.
Lors de The Preil Of Rock N'Roll Decadence, il bat Davey Richards et conserve son titre. Lors de Steen Wolf, il perd face à El Generico dans un Ladder match et perd son titre. Il le regagne dans son match revanche. Le 1er décembre, Steen perd son titre contre Adam Cole dans un Guerrilla Warfare match,. Après qu'El Generico a accepté un accord avec la WWE, Generico et Steen sont réunis une fois de plus le 12 janvier 2013, dans le Dynamite duumvirat Tag Team Title Tournament. Après avoir battu les Briscoe Brothers et Future Shock (Adam Cole et Kyle O'Reilly), ils perdent en finale du tournoi contre The Young Bucks. Le 31 août, Steen fait un Heel Turn et forme un nouveau groupe appelé « The Mount Rushmore of Wrestling » avec le champion du monde de la fédération, Adam Cole, et les champions du monde par équipe, The Young Bucks,.

### Retour à la Ring of Honor (2011-2014)

#### S.C.U.M (2012-2013)

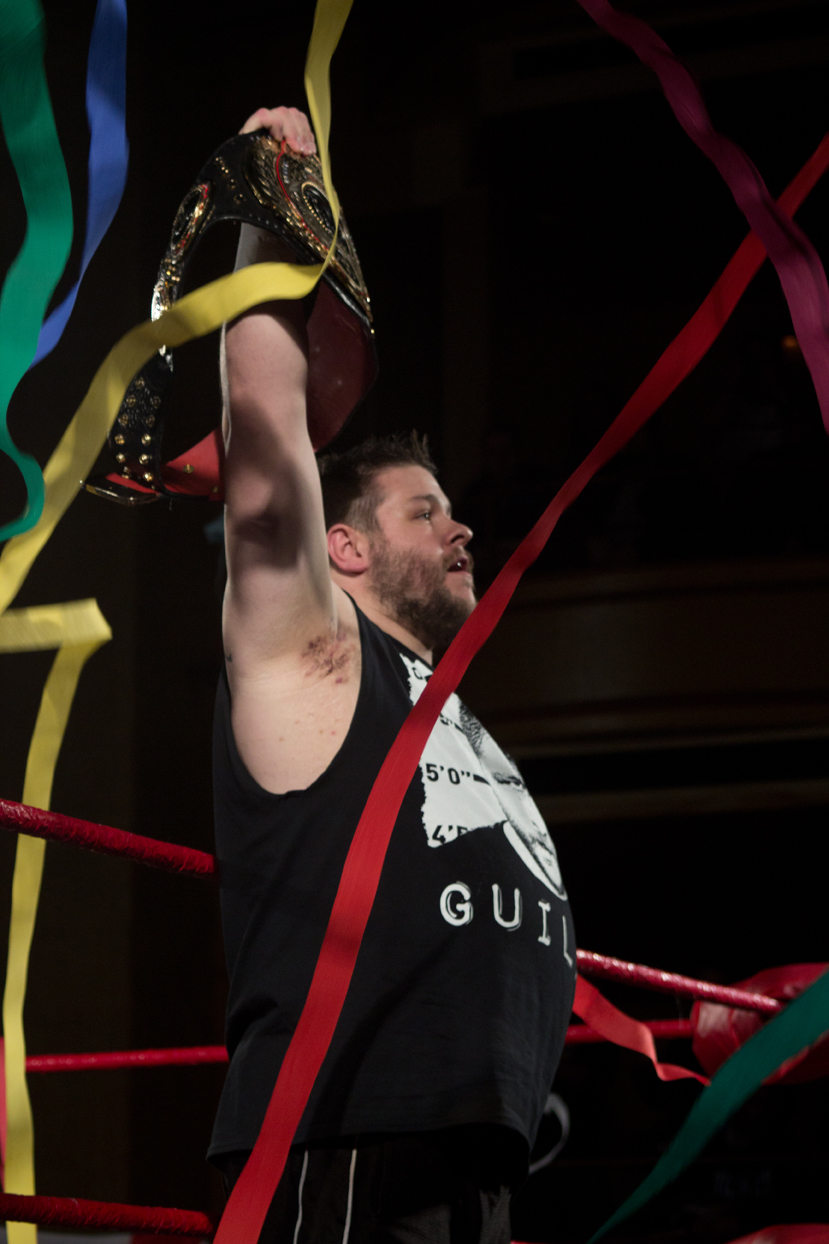
Kevin Steen avec le ROH World Championship en 2013.

En 2012, lors de Final Battle, il bat Steve Corino dans un Grudge Match. Cela lui permet ainsi de revenir à la ROH. Lors du 10th Anniversary Show, il bat Jimmy Jacobs dans un No DQ Grudge Match. Lors de Unity, Jacobs et lui perdent contre B.J. Whitmer et El Generico dans un No Disqualification Match.
Lors de Border Wars, il bat Davey Richards avec son packgage piledriver (pourtant proscrit par Jim Cornette) et remporte le ROH World Championship. Lors de Best in the World (2013), il bat Richards dans un Anything Goes Match et conserve son titre. Lors de Boiling Point, il bat Eddie Kingston dans un No Disqualification Match et conserve son titre. Lors de Death Before Dishonor XI, il bat Rhyno dans un No Disqualification Match et conserve son titre. Lors de Glory by Honor XII, il bat Michael Elgin et conserve son titre. Lors de Final Battle, il bat El Generico dans un Ladder War Match et conserve son titre. Lors du 11th Anniversary Show, il bat Jay Lethal et conserve son titre. Lors de Supercard of Honor VII, il perd son titre contre Jay Briscoe.

#### Rivalité avec S.C.U.M et départ (2013-2014)

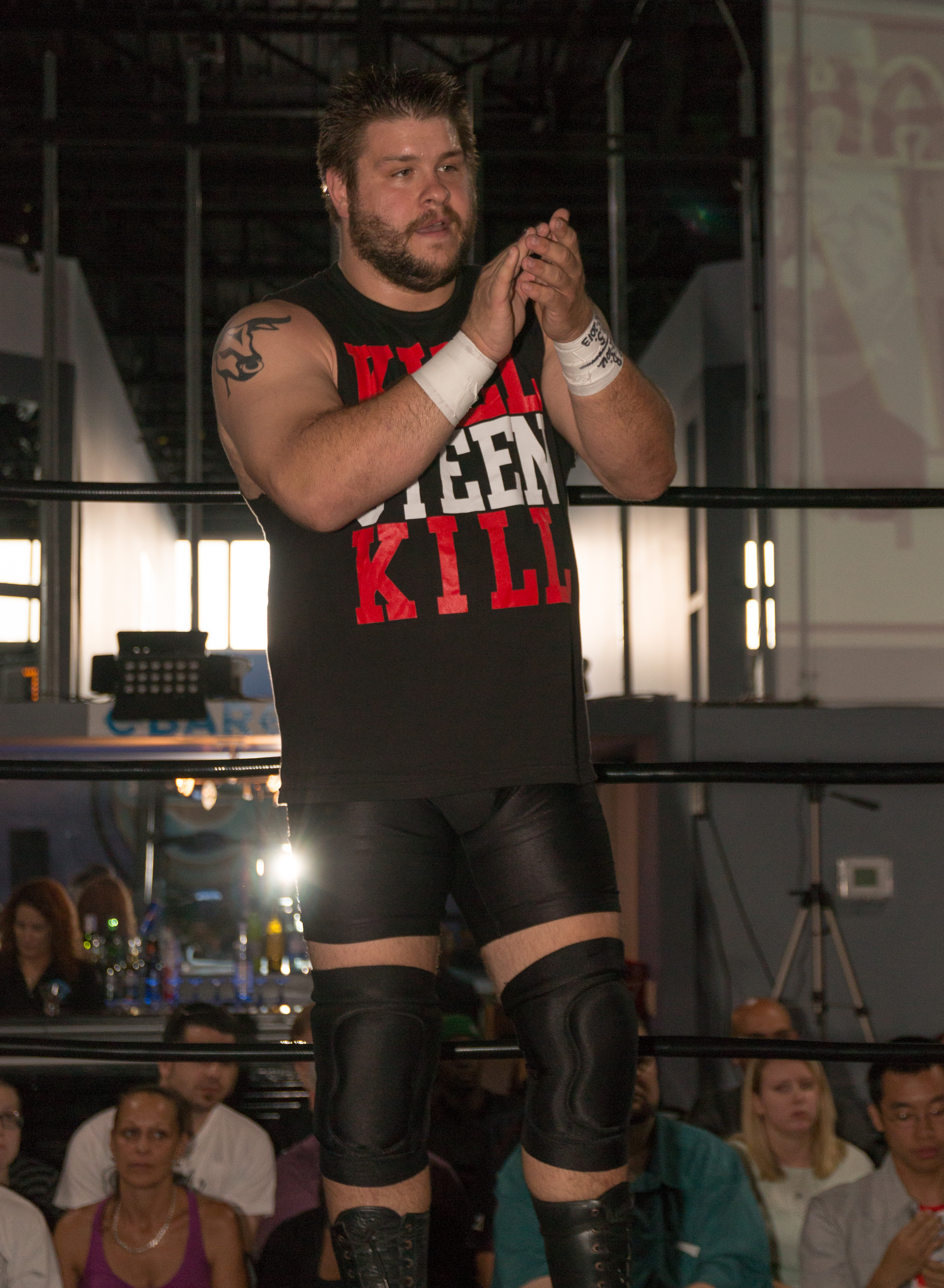
Kevin Steen en 2014.

Peu après sa défaite, S.C.U.M se retourne contre lui. Lors de Best in the World  il perd contre Matt Hardy. Le lendemain, Steen remplace Jay Briscoe et Mark Briscoe à la suite des blessures de ces derniers dans un match en cage et, avec l'équipe de la ROH, ils battent S.C.U.M, malgré les interventions de Corino et Hardy, en faisant le tomber sur Jimmy Jacobs pour gagner le match et dissoudre son ancien groupe. Le 3 août, Steen entre dans un tournoi pour le ROH World Championship vacant, en battant Brian Kendrick au premier tour. Le 17 août, Steen se qualifie pour les demi-finales du tournoi avec une victoire sur Roderick Strong. Le 20 septembre lors de Death Before Dishonor XI, Steen est éliminé du tournoi par Michael Elgin. Après le tournoi, Steen commence une rivalité avec Mike Bennett. Les deux s'affrontent le 26 octobre à Glory By Honor XII, où Bennett gagne, à la suite d'une distraction de sa petite amie Maria Kanellis. Le 14 décembre à Final Battle 2013, Steen bat Bennett dans un match de la civière, où le perdant serait contraint de cesser d'utiliser le piledriver. Lors du 12th Anniversary Show il bat Cliff Compton dans un Unsanctionned Philadelphia Street Fight match. Le lendemain, il bat Homicide par disqualification à la suite d'une intervention de son partenaire Eddie Kingston[réf. nécessaire]. Le 4 avril, lors de Supercard of Honor VIII, il perd face à Elgin et ne devient pas challenger pour le IWGP Heavyweight Championship.  Après avoir perdu face à Shinsuke Nakamura à War of the Worlds le 17 mai, Steen annonce qu'il quittait la ROH. Cependant, Silas Young l'interrompt. Le 22 juin, à Best in the World, il bat Silas Young. Plus tard, il dispute son dernier match à la ROH face à son ancien mentor Steve Corino et remporte le match.

### World Wrestling Entrainement (2014-....)

#### NXT(2014-2015)
Le 12 août 2014, la WWE annonce sa signature dans son centre de développement : NXT. Il y prend le nom de Kevin Owens et doit cesser d'utiliser le package piledriver, jugé trop dangereux,.
Le 14 décembre à NXT Takeover: R Evolution, il fait ses débuts en battant CJ Parker en moins de 4 minutes. Plus tard dans la soirée, il félicite Sami Zayn pour sa victoire sur Neville pour le titre de la NXT, mais effectue un Heel Turn en l'attaquant, le tabassant et lui portant une Powerbomb sur le tablier du ring. 
Le 11 février 2015 à NXT TakeOver: Rival, il devient le nouveau champion de la NXT en battant son compatriote par K.O, remportant le titre pour la première fois de sa carrière et son premier titre personnel.
Le 20 mai à NXT TakeOver: Unstoppable, son match revanche face à son même adversaire se termine en No Contest, mais il conserve son titre. Pendant le combat, il réveille la blessure à l'épaule gauche de son opposant. Après l'avoir tabassé, il est confronté par Samoa Joe.

#### Débuts dans le roster principal et double champion Intercontinental de la WWE (2015-2016)
Le 31 mai à Elimination Chamber, il crée la surprise en battant le champion des États-Unis de la WWE, John Cena, dans un Champion vs. Champion Match. Le 14 juin à Money in the Bank, il perd le match revanche face à son adversaire.
Le 4 juillet lors du WWE Live from Tokyo: The Beast in the East, il perd face à Finn Bálor, ne conservant pas son titre. Le 19 juillet à Battleground, il ne remporte pas le titre des États-Unis de la WWE, battu par John Cena par soumission. Le 22 août à NXT TakeOver: Brooklyn, il ne remporte pas le titre de la NXT, battu par le même adversaire dans un Ladder Match. Le 23 août à SummerSlam, il bat Cesaro. Le 20 septembre à Night of Champions, il devient le nouveau champion Intercontinental de la WWE en battant Ryback, remportant le titre pour la première fois de sa carrière.
Le 25 octobre à Hell in a Cell, il conserve son titre en battant le même adversaire. Le 22 novembre aux Survivor Series, il perd face à Dean Ambrose, ne se qualifiant pas pour la finale du tournoi désignant le prochain champion du monde poids-lourds de la WWE. Le 13 décembre à TLC, il perd de nouveau face à Dean Ambrose, ne conservant pas son titre. 
Le 24 janvier 2016 au Royal Rumble, il ne remporte pas le titre Intercontinental de la WWE, battu par le même adversaire dans un Last Man Standing Match. Plus tard dans la soirée, il entre dans le Royal Rumble masculin en 18e position, élimine le nouveau venu à la WWE, AJ Styles, avant d'être lui-même éliminé par Sami Zayn. Le 15 février à Raw, il redevient champion Intercontinental de la WWE en battant Dean Ambrose, Dolph Ziggler, Stardust et Tyler Breeze dans un Fatal 5-Way Match, remportant le titre pour la seconde fois. Le 21 février à Fastlane, il conserve son titre en battant Dolph Ziggler.
Le 3 avril à WrestleMania 32, il perd face à Zack Ryder dans un Ladder Match, qui inclut également Dolph Ziggler, Sami Zayn, Sin Cara, Stardust et The Miz, ne conservant pas son titre.

#### Rivalité avec Sami Zayn (2016)
Le 1er mai à Payback, il bat Sami Zayn. Après le combat, il attaque son adversaire. Le 22 mai à Extreme Rules, il ne remporte pas le titre Intercontinental de la WWE, battu par le Miz dans un Fatal 4-Way Match, qui inclut également Cesaro et Sami Zayn. Le 19 juin à Money in the Bank, il ne remporte pas la mallette, gagnée par Dean Ambrose. 
Le 24 juillet à Battleground, il perd face à son rival.

#### Jeri-KO, champion Universel et des États-Unis (2016-2017)
Le 1er août à Raw, il s'allie officiellement avec Chris Jericho et les deux catcheurs forment un duo appelé Jeri-KO. Le 20 août à SummerSlam, ils battent Enzo Amore et Big Cass. 9 soirs plus tard à Raw, il devient le nouveau champion Universel  en battant Seth Rollins, Big Cass et Roman Reigns dans un Fatal 4-Way match, aidé par une intervention de Triple H qui a porté son Pedigree sur le premier, remporte le titre pour la première fois de sa carrière et succède ainsi à Finn Bálor. Le 25 septembre à Clash of Champions, il conserve son titre en battant Seth Rollins, aidé par une intervention extérieure de Chris Jericho. 
Le 30 octobre à Hell in a Cell, il conserve son titre en battant le même adversaire dans son tout premier Hell in a Cell match, encore aidé par une intervention extérieure de son compatriote. Le 20 novembre aux Survivor Series, l'équipe Raw, dont il fait partie, perd face à celle de SmackDown dans un Men's 5-on-5 Traditional Survivor Series Elimination Tag Team match. Le 18 décembre à Roadblock: End of the Line, il conserve son titre en battant Roman Reigns par disqualification, attaqué par Chris Jericho. 
Le 29 janvier 2017 au Royal Rumble, il conserve son titre en rebattant le catcheur samoan dans un No Disqualification match, aidé par une intervention extérieure de Braun Strowman. Le 13 février à Raw, Chris Jericho organise un Festival of Frienship en son honneur et lui offre plein de cadeaux, mais il provoque le Face Turn de son compère canadien et décide de mettre officiellement fin à son alliance avec ce dernier en l'attaquant. Le 5 mars à Fastlane, il ne conserve pas sa ceinture, battu par Goldberg en 25 secondes.
Le 2 avril à WrestleMania 33, il devient le nouveau champion des États-Unis en battant Chris Jericho et remporte le titre pour la première fois de sa carrière.

#### Draft àSmackDown Live, triple champion des États-Unis et ralliance avec Sami Zayn (2017-2018)
9 soirs plus tard à SmackDown Live, lors du Superstar Shake-Up, il est annoncé être transféré au show bleu avec la ceinture. Le 30 avril à Payback, il ne conserve pas sa ceinture, battu par son même adversaire dans un match revanche par soumission. 2 soirs plus tard à SmackDown Live, il redevient champion des États-Unis, pour la seconde fois, en prenant sa revanche sur son même opposant. Le 22 mai à Backlash, il conserve son titre en battant AJ Styles. 
Le 7 juillet lors d'un show au Madison Square Garden à New York, il ne conserve pas sa ceinture, battu par son même adversaire dans un match revanche. Le 23 juillet à Battleground, il redevient champion des États-Unis, pour la troisième fois, de la WWE en prenant sa revanche sur son même opposant. 2 soirs plus tard à SmackDown Live, il ne conserve pas sa ceinture, rebattu par The Phenomenal dans un Triple Threat match qui inclut également Chris Jericho. Le 20 août à SummerSlam, il ne remporte pas la ceinture, rebattu par AJ Styles avec Shane McMahon comme arbitre spécial.
Le 8 octobre à Hell in a Cell, il bat le commissionnaire du show bleu dans un Falls Count Anywhere Hell in a Cell match. Pendant la rencontre, Sami Zayn effectue un Heel Turn et lui vient en aide, ce qui fait que les deux catcheurs canadiens se rallient officiellement. Le 19 novembre lors du pré-show aux Survivor Series, ils battent Breezango (Fandango et Tyler Breeze). Plus tard dans la soirée, ils interviennent dans le Men's 5-on-5 Traditional Survivor Series Elimination Tag Team match pour attaquer Shane McMahon, mais sont repoussés par Randy Orton. Le 17 décembre à Clash of Champions, ils battent Randy Orton et Shinsuke Nakamura grâce au compte rapide de trois effectué par Daniel Bryan, arbitre spécial du match avec Shane McMahon.
Le 28 janvier 2018 au Royal Rumble, ils ne remportent pas le titre de la WWE, battus par AJ Styles dans un 2-on-1 Handicap match. Le 11 mars à Fastlane, ils ne remportent pas la ceinture, rebattus par leur même adversaire dans un 6-Pack Elimination Challenge match qui inclut également Baron Corbin, Dolph Ziggler et John Cena.
Le 8 avril à WrestleMania 34, ils perdent face à Daniel Bryan et Shane McMahon et leurs places dans le roster du show bleu.

#### Draft àRawet rivalité avec Braun Strowman (2018)
Le 16 avril à Raw, lors du Superstar Shake-Up, il est annoncé être officiellement transféré au show rouge. Le 27 avril lors du Greatest Royal Rumble, il entre dans le Men's Royal Rumble match en 46e position, mais se fait éliminer par le futur gagnant, Braun Strowman. Le 6 mai à Backlash, Sami Zayn et lui perdent face à Bobby Lashley et son même adversaire. Le 17 juin à Money in the Bank, il ne remporte pas la mallette, gagnée par The Monster Among Men. 
Le 15 juillet à Extreme Rules, il prend sa revanche sur son rival dans un Steel Cage match, où ce dernier le jette du haut de la cage à l'extérieur du ring et le fait passer à travers la table des commentateurs. Le 19 août à SummerSlam, il ne remporte pas la mallette, battu par son même opposant en moins de deux minutes.
Le 6 octobre à Super Show-Down, Elias et lui perdent face à Bobby Lashley et John Cena.

#### Retour àSmackDown Live, rivalités avec Kofi Kingston et Shane McMahon (2019)
Le 26 février 2019 à SmackDown Live, il fait son retour, en tant que Face, où Vince McMahon l'annonce comme remplaçant de Kofi Kingston pour affronter The New Daniel Bryan pour le titre de la WWE à Fastlane, puis il signe le contrat du match. Plus tard dans la soirée, le catcheur américano-ghanéen et lui battent le champion et Rowan. Le 10 mars à Fastane, il ne remporte pas le titre de la WWE, battu par The New Daniel Bryan dans un Triple Threat match, qui inclut également Mustafa Ali. 
Le 23 avril à SmackDown Live, après la victoire de Kofi Kingston sur Shinsuke Nakamura par disqualification, il effectue un Heel Turn et attaque le duo du New Day, groupe qu'il avait rejoint auparavant pour remplacer temporairement Big E,. Le 19 mai à Money in the Bank, il ne remporte pas le titre de la WWE, battu par le catcheur américano-ghanéen. Le 23 juin à Stomping Grounds, Sami Zayn et lui battent Big E et Xavier Woods.
Le 2 juillet à SmackDown Live, Dolph Ziggler et lui perdent face à Heavy Machinery et ne s'ajoutent pas dans le match pour les titres par équipe de SmackDown à Extreme Rules. Après la rencontre, il effectue un Face Turn et porte un Stunner sur son ex-partenaire. 12 soirs plus tard à Extreme Rules, il bat rapidement The ShowOff. Après le combat, il reprend son coup de gueule sur Shane McMahon. Le 11 août à SummerSlam, malgré les nombreuses interventions extérieures d'Elias à son encontre, il bat Shane McMahon et conserve sa place dans la compagnie.  
Le 4 octobre, lors de la première diffusion de SmackDown sur Fox, il rebat son même adversaire dans un Ladder match et décroche la mallette. Après le match, il répète la phrase de Vince McMahon, « You're fired » avant de porter un Stunner sur le commissionnaire du show bleu.

#### Draft àRaw, rivalité avec Seth Rollins (2019-2020)
Le 14 octobre à Raw, lors du Draft, il est annoncé être transféré au show rouge par Stephanie McMahon. Le 23 novembre à NXT TakeOver: WarGames, l'équipe Ciampa, dont il fait partie, bat l'Undisputed Era dans son tout premier Men's WarGames match. Le lendemain aux Survivor Series, l'équipe Raw, dont il fait partie, perd fce à celle de SmackDown dans un  Men's 5-on-5 Traditional Survivor Series Triple Threat Elimination Tag Team match qui inclut également l'équipe NXT.  
Le 26 janvier 2020 au Royal Rumble, il entre dans le Men's Royal Rumble match en 27e position, mais se fait éliminer par Seth Rollins et les AOP après 7 minutes de match. Le 8 mars à Elimination Chamber, les Viking Raiders et lui permettent aux Street Profits de conserver leurs titres face à Seth Rollins et Murphy (accompagnés des AOP). Après le match, The Monday Night Messiah le défie dans un match à WrestleMania 36. 
Le 4 avril à WrestleMania 36, il bat Seth Rollins dans un No Disqualification match. Blessé à la cheville, il s'absente pour quelques semaines.
Le 18 mai à Raw, il fait son retour de blessure, puis Apollo Crews et lui battent Andrade et Angel Garza. Le 14 juin lors du pré-show de Backlash, il empêche Angel Garza d'intervenir dans le match entre Apollo Crews et Andrade pour le titre des États-Unis et lui porte un Stunner. 
Le 19 juillet lors du pré-show à Extreme Rules, il bat Murphy.

#### Draft àSmackDown, rivalités avec Roman Reigns et Sami Zayn (2020-2021)
Le 12 octobre à Raw, lors du Draft, il est annoncé être officiellement transféré à SmackDown par Stephanie McMahon.  Le 22 novembre aux Survivor Series, l'équipe SmackDown, dont il fait partie, perd face à l'équipe Raw dans un Men's 5-on-5 Traditional Survivor Series Elimination Tag Team match. Le 20 décembre à TLC, il ne remporte pas le titre Universel, battu par Roman Reigns dans un TLC match.
Le 31 janvier 2021 au Royal Rumble, il ne remporte pas la ceinture, rebattu par son même adversaire dans un Last Man Standing match. Le 21 février à Elimination Chamber, il ne devient pas aspirant no 1 au titre Universel, battu par Daniel Bryan dans un Men's Elimination Chamber match.
Le 11 avril à WrestleMania 37, il bat Sami Zayn. Le 20 juin à Hell in a Cell, il perd le match revanche face à son même adversaire.
Le 18 juillet à Money in the Bank, il ne remporte pas la mallette, gagnée par Big E.

#### Retour àRaw, alliance avec Seth "Freakin" Rollins et blessure (2021-2022)
Le 4 octobre à Raw, lors du Draft, il est annoncé être officiellement transféré au show rouge par Adam Pearce. Le 8 novembre à Raw, il perd face à Seth Rollins par décompte extérieur. Après le combat, il effectue un Heel Turn et attaque Big E. Le 21 novembre aux Survivor Series, l'équipe Raw, dont il fait partie, bat celle de SmackDown dans un Men's 5-on-5 Traditional Survivor Series Elimination Tag Team match. Le 20 décembre à Raw, Seth "Freakin" Rollins et lui s'allient officiellement et ensemble, les deux catcheurs battent Big E et Bobby Lashley.
Le 1er janvier 2022 à Day 1, il ne remporte pas le titre de la WWE, battu par Brock Lesnar dans un Fatal 5-Way match qui inclut également Big E, Bobby Lashley et Seth "Freakin" Rollins. Le 29 janvier au Royal Rumble, il entre dans le Men's Royal Rumble match en 22e position, élimine Kofi Kingston avant d'être lui-même éliminé par Shane McMahon après 11 minutes de match. Le 7 mars à Raw, Seth "Freakin" Rollins et lui ne remportent pas les titres par équipes de Raw, battus par RK-Bro dans un Triple Threat match qui inclut également Alpha Academy (Chad Gable et Otis). Plus tard dans la soirée, il défie Stone Cold Steve Austin dans un match à WrestleMania 38. La semaine suivante à Raw, The Visionary met officiellement fin à leur alliance, souhaite le remplacer au PPV et Sonya Deville organise un match entre les deux catcheurs, dont l'enjeu est sa place à WrestleMania 38. Plus tard dans la soirée, il bat son adversaire et conserve son K.O show. 
Le 2 avril à WrestleMania 38, il perd face à Stone Cold Steve Austin dans un No Holds Barred match. Le 5 juin à Hell in a Cell, il bat Ezekiel. 
Le 22 août à Raw, il effectue un Face Turn et bat Chad Gable.
Le 14 novembre lors d'un Live Event, il se blesse le ligament latéral interne du genou droit et va devoir s'absenter pendant 6 à 8 semaines.

#### Rivalité avec la Bloodline et champion incontesté par équipes avec Sami Zayn (2022-2023)
4 soirs plus tard à SmackDown, il fait son retour de blessure, vient en aide aux Brawling Brutes et à Drew McIntyre et attaque la Bloodline. Le 26 novembre aux Survivor Series: WarGames, les Brawling Brutes (Sheamus, Butch et Ridge Holland), Drew McIntyre et lui perdent face à la Bloodline dans un Men's WarGames match.
Le 28 janvier 2023 au Royal Rumble, il ne remporte pas les titres Universel et de la WWE, battu par Roman Reigns. Après le combat, son adversaire et les cousins du premier le tabassent, puis Sami Zayn s'interpose pour arrêter son lynchage. Le Samoan donne à son compatriote une chaise pour en finir, mais le catcheur de Montréal effectue un Face Turn, retourne l'objet contre le premier avant que Jimmy Uso, Solo Sikoa et ce dernier ne le tabassent également. Le 17 mars à SmackDown, Cody Rhodes essaie d'aider Sami Zayn à se réconcilier avec lui, mais il ne veut rien savoir. Alors qu'il allait partir, ce dernier le retrouve pour lui dire qu'ils sont frères et qu'il l'aime. Plus tard dans la soirée, il vient en aide à son compatriote, attaqué par les Usos, les deux catcheurs se réconcilient avec un câlin et reforment officiellement une alliance.
Le 1er avril à WrestleMania 39, ils deviennent les nouveaux champions incontestés par équipes en battant les jumeaux samoans et remportent les titres pour la première fois de leur carrières. De ce fait, il devient le 35e Triple Crown Champion. Le 6 mai à Backlash, Matt Riddle et eux perdent face à la Bloodline dans un 6-Man Tag Team match. Le 27 mai à Night of Champions, ils conservent leurs titres en battant Solo Sikoa et Roman Reigns. Pendant le combat, ils sont attaqués par les Usos, avant que Jimmy n'effectue un Face Turn et porte deux Superkicks à son cousin après que ce dernier ait maltraité son frère cadet.
Le 2 septembre à Payback, ils ne conservent pas leurs ceintures, battus par Damian Priest et Finn Bálor dans un Pittsburgh Still City Street Fight match.

#### Retour en solo àSmackDown, alliance, rivalité avec Randy Orton et blessure (2023-2025)
Le 13 octobre à SmackDown, Nick Aldis, le nouveau Général Manager nommé par Triple H, le présente comme nouveau membre du roster du show bleu.
Le 27 janvier 2024 au Royal Rumble, il ne remporte pas le titre des États-Unis, battu par Logan Paul par disqualification. Le 24 février à Elimination Chamber, il ne devient pas aspirant no 1 au titre mondial poids-lourds à WrestleMania XL, battu par Drew McIntyre dans un Men's Elimination Chamber match. Le 15 mars à SmackDown, il vole à la rescousse de Randy Orton qui se fait attaquer par Austin Theory, Grayson Waller et Logan Paul, puis forme officiellement une alliance avec le premier.
Le 7 avril à WrestleMania XL, il ne remporte pas le titre des États-Unis, rebattu par Logan Paul dans un Triple Threat match qui inclut également son partenaire. Le 4 mai à Backlash, Randy Orton et lui perdent face à Solo Sikoa et Tama Tonga dans un Street Fight match.
Le 6 juillet à Money in the Bank, Cody Rhodes et eux perdent face à la Bloodline (Jacob Fatu, Tama Tonga et Solo Sikoa) dans un 6-Man Tag Team match. Le 31 août à Bash in Berlin, il ne remporte pas le titre incontesté, battu par The American Nightmare.
Le 5 octobre après Bad Blood, il effectue un Heel Turn, car attaque violemment le champion incontesté devant le bus de ce dernier sur le parking.
Le 1er février 2025 au Royal Rumble, il ne remporte pas le titre incontesté de la WWE, battu par Cody Rhodes dans un Ladder Match. Le 1er mars à Elimination Chamber, il bat Sami Zayn dans un Unsanctioned match. Après le match, il est attaqué par Randy Orton qui a fait son retour.
Le 4 avril à SmackDown, il annonce souffrir d'une blessure à la nuque, être contraint de déclarer forfait pour WrestleMania 41 et devoir s'absenter pour une durée indéterminée.
Le 20 juillet, il subit avec succès une opération chirurgicale au cou.

## Palmarès
- All American Wrestling
  - 1 fois AAW Heavyweight Champion
- Capital City Championship Combat
  - 1 fois C4 Champion
  - 1 fois C4 Tag Team Champion avec Mike Bailey
- Combat Zone Wrestling
  - 1 fois CZW Iron Man Champion
- Elite Wrestling Revolution
  - 2 fois EWR Heavyweight Champion
  - Elite 8 Tournament (2005)
- International Wrestling Syndicate
  - 3 fois IWS Heavyweight Champion
  - 1 fois IWS Canadian Champion
- North Shore Pro Wrestling
  - 1 fois NSPW Champion
- Pro Wrestling Guerrilla
  - 3 fois PWG World Championship
  - 3 fois PWG World Tag Team Champion avec El Generico (2) & Super Dragon (1)
- Ring of Honor
  - 1 fois ROH World Champion
  - 1 fois ROH World Tag Team Champion avec El Generico
- Squared Circle Wrestling
  - 1 fois 2CW Heavyweight Champion
  - 1 fois 2CW Tag Team Champion avec Jason Axe
- World Wrestling Entertainment
  - 1 fois Champion Universel de la WWE
  - 1 fois Champion de la NXT
  - 2 fois Champion Intercontinental de la WWE
  - 3 fois Champion des États-Unis de la WWE
  - 1 fois Champion par équipe de Raw - avec Sami Zayn
  - 1 fois Champion par équipe de SmackDown - avec Sami Zayn
  - 35e WWE Triple Crown Champion.
  - 16e WWE Grand Slam Champion

## Récompenses des magazines
- Pro Wrestling Illustrated

| Année | 2006 | 2007 | 2008 | 2009 | 2010 | 2011 | 2012 | 2013 | 2014 | 2015 | 2016 | 2017 | 2018 | 2019 | 2020 | 2021 | 2022 | 2023 | 2024 |
| ----- | ---- | ---- | ---- | ---- | ---- | ---- | ---- | ---- | ---- | ---- | ---- | ---- | ---- | ---- | ---- | ---- | ---- | ---- | ---- |
| Rang  | 342  | 180  | 29   | 112  | 54   | 122  | 20   | 10   | 27   | 10   | 6    | 3    | 17   | 40   | 37   | 63   | 36   | 21   | 58   |

- Wrestling Observer Newsletter Awards
  - Meilleur bagarreur en 2010, 2011 et 2012[135]
  - Rivalité de l'année en 2010 contre El Generico[136]

## Vie privée
Il est en couple avec Karina Elias et ils sont mariés depuis 2007. Ils ont deux enfants : Leila et Owen.